# Burschenschaft

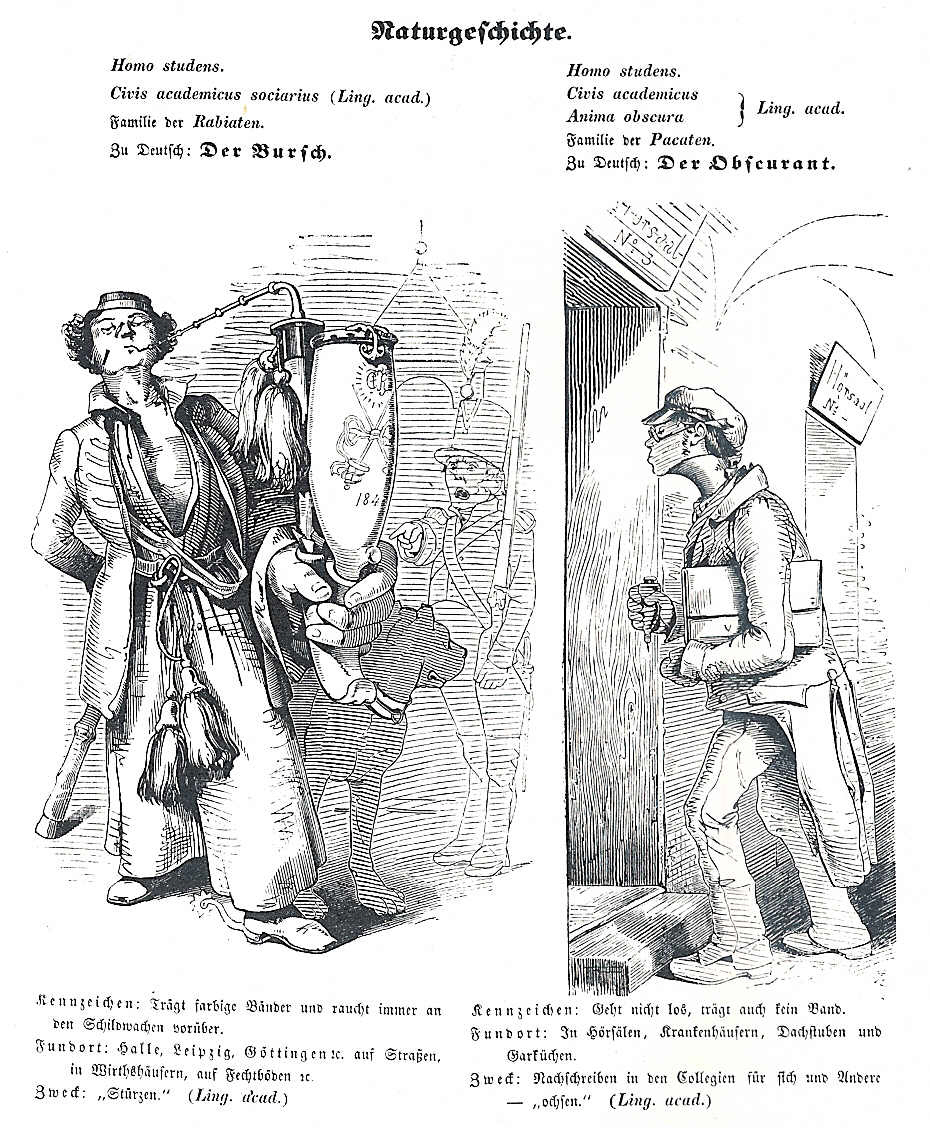
Homo studens (1845): Il Bursche amante del divertimento contrapposto al secchione immerso nello studio.

Le Burschenschaften (abbreviate in B! in tedesco; plurale: B!B!) sono una categoria delle Studentenverbindungen, fondate nel XIX secolo come associazioni di studenti universitari ispirate dagli ideali liberali e nazionalisti. Il nome, che significa letteralmente "società dei giovanotti", deriva dal termine tedesco Bursche riferito a un giovane dall'aspetto sveglio e intraprendente.

## Storia

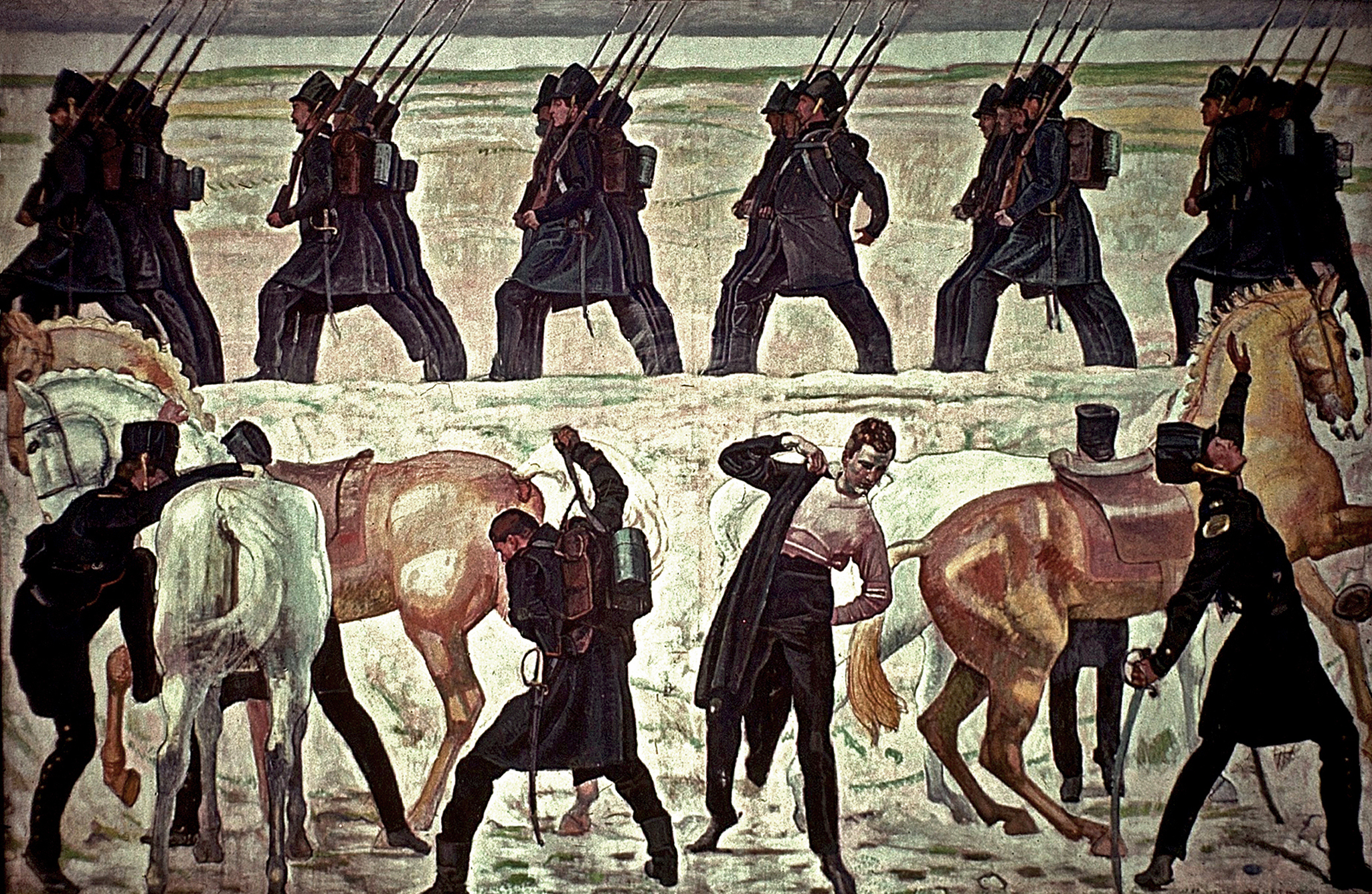
Gli studenti di Jena scendono in campo nella guerra di liberazione (Ferdinand Hodler, 1908-09)

### Dagli inizi alla prima guerra mondiale
La prima a ricevere questo nome, Urburschenschaft, fu fondata il 12 giugno 1815 a Jena con lo scopo di superare le divisioni sociali e le rivalità in seno al corpo studentesco in chiave patriottica.
Il motto adottato era "onore, libertà, patria". I colori dell'insegna erano il rosso e il nero con foglie di quercia dorate.
Le Burschenschaften erano impegnate in numerose attività sociali, anche se il loro scopo principale era l'attività patriottica a supporto dell'unificazione della Germania. Molto spesso l'ideale nazionalista era estremizzato, fino al proclamare l'esclusione degli ebrei in quanto non tedeschi. Nel 1819 furono messe al bando come rivoluzionarie dai Deliberati di Karlsbad voluti da Metternich.
Molte Burschenschaften presero parte al Festival di Hambach nel 1832 e ai moti del 1848. Dopo il fallimento di questi, molti capi confraternita come Friedrich Hecker e Carl Schurz ripararono in esilio. In seguito all'unificazione tedesca del 1871 il movimento perse il proprio scopo principale ed entrò in profonda crisi fino alla rinascita, un decennio più tardi, grazie alla Reformburschenschaften di Konrad Küster.

### 1918–1945
Negli anni trenta del XX secolo tutte le Burschenschaft furono soppresse per ordine del governo nazista oppure confluirono nella Kameradschaft. In precedenza ne avevano fatto parte sia gerarchi, come Ernst Kaltenbrunner, che oppositori come Karl Sack, Hermann Kaiser e Theodor Herzl, uno dei fondatori del moderno sionismo.

### Secondo dopoguerra
Mentre nella Germania dell'Est furono proibite come espressione borghese, all'Ovest molte Burschenschaften si ricostituirono negli anni '50, quando venne meno il divieto alleato. Una nuova crisi sopraggiunse con il 1968 a seguito dei violenti attacchi da parte delle organizzazioni studentesche di sinistra. Negli anni '90 il movimento riprese corpo dopo la nuova riunificazione e il ritorno alle città universitarie delle origini nella ex parte est del paese.

### Presente
Esistono circa 160 Burschenschaft organizzate nella Deutsche Burschenschaft-organization (DB) in Germania e Austria e nella Neue Deutsche Burschenschaft-organization (NeueDB) fondata nel 1996 e presente nella sola Germania. La loro ideologia è di tipo conservatore e di estrema destra, fino a legami con il neonazismo.